# Astraea heliotropium
Astraea heliotropium es una especie de molusco gasterópodo de la familia Turbinidae.

## Morfología
La altura es hasta 60 mm y la anchura es de hasta 120 mm.

## Distribución geográfica
Se encuentra  en Nueva Zelanda.